# ۹۰۰ (عدد)
۹۰۰ (عدد)یک عدد طبیعی است که بعد از ۸۹۹ و قبل از ۹۰۱ قرار دارد.